# Send One Your Love (Boney James)
Send One Your Love è il dodicesimo album in studio del sassofonista statunitense Boney James, pubblicato il 3 febbraio 2009.

## Tracce
1. Wanna Show U Sumthin' – 5:25
2. Send One Your Love – 4:35
3. Stop, Look, Listen (To Your Heart) – 4:57
4. Touch – 3:47
5. Don't Let Me Be Lonely Tonight – 4:17
6. Hold On Tight – 5:05
7. I'm Gonna Love You Just a Little More Baby – 4:30
8. City of Light – 5:24
9. Butter – 5:05
10. I'll Be Good to You – 5:10